# آنتنی (کمون)
آنتنی (به فرانسوی: Anthenay) یک کمون در فرانسه است که در canton of Châtillon-sur-Marne واقع شده‌است. آنتنی ۶٫۶۴ کیلومتر مربع مساحت دارد ۱۸۷ متر بالاتر از سطح دریا واقع شده‌است.